# Batoporo Barat
Batoporo Barat is een bestuurslaag in het regentschap Sampang van de provincie Oost-Java, Indonesië. Batoporo Barat telt 5708 inwoners (volkstelling 2010).